# Asplenium ruta-muraria
Asplenium ruta-muraria là một loài thực vật có mạch trong họ Aspleniaceae. Loài này được L. miêu tả khoa học đầu tiên năm 1753.

## Hình ảnh

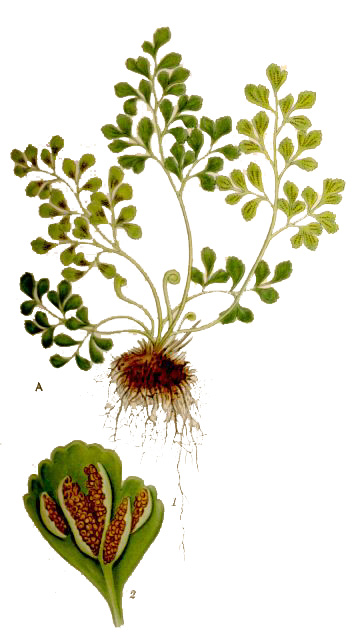
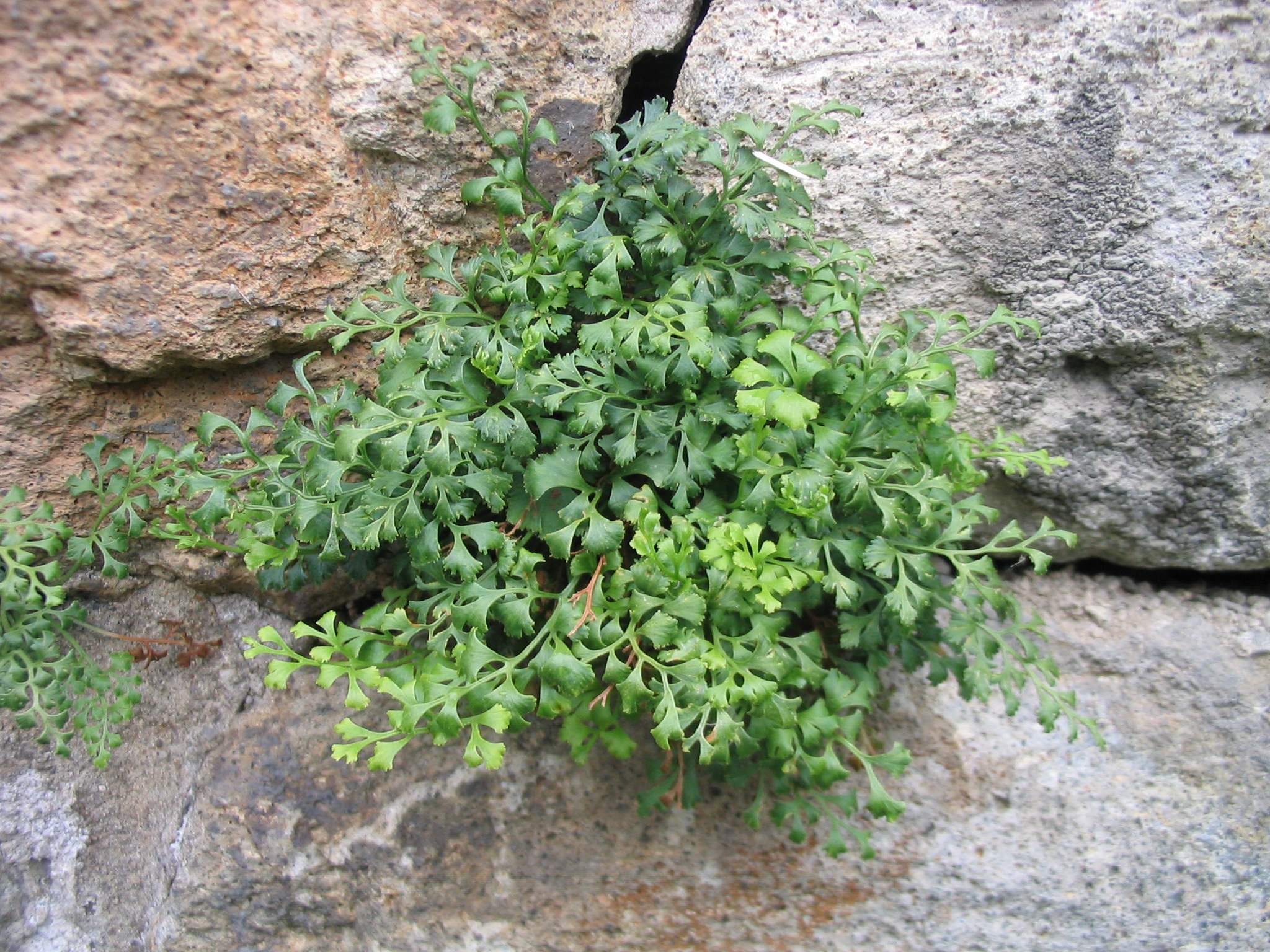
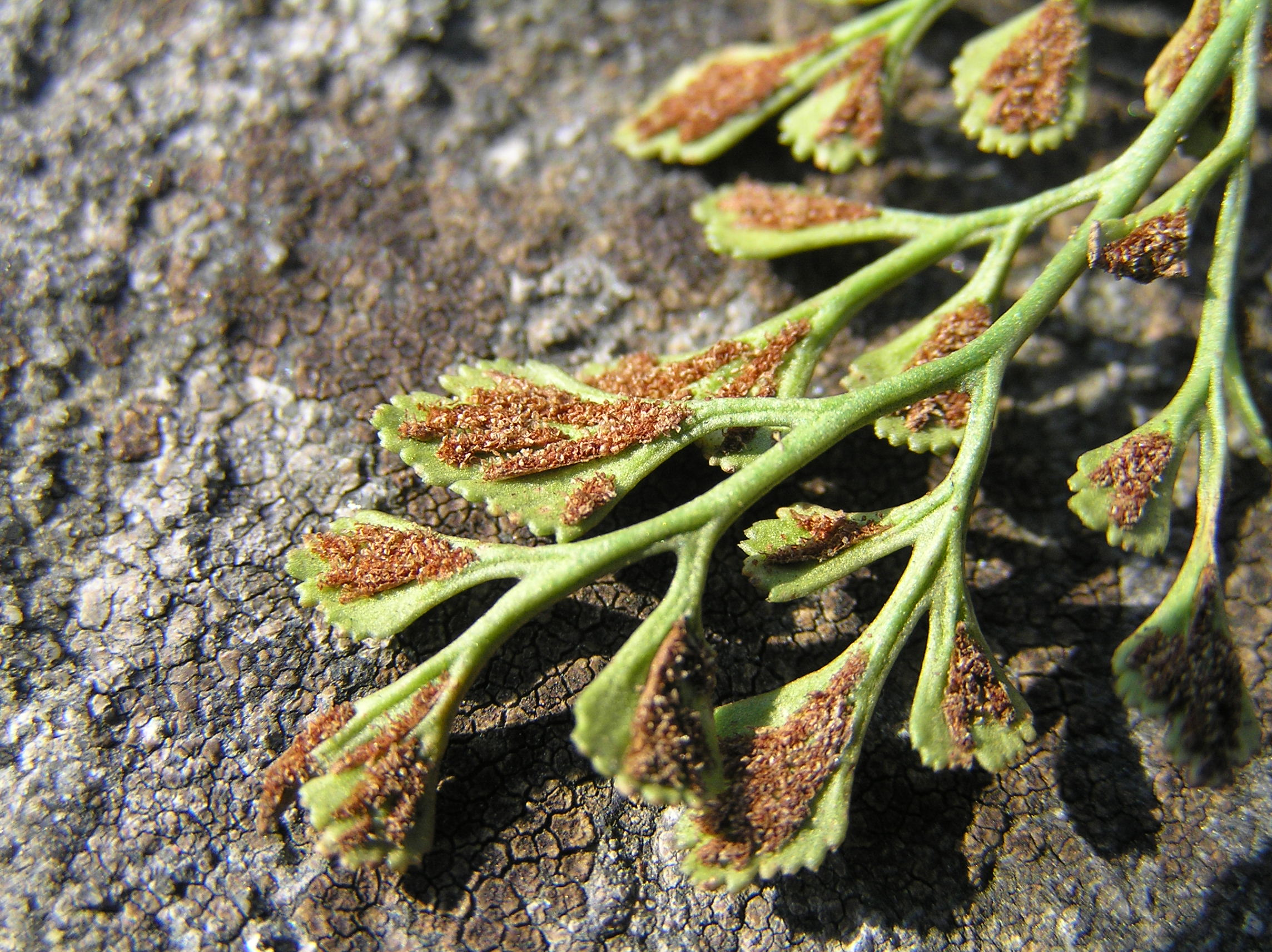
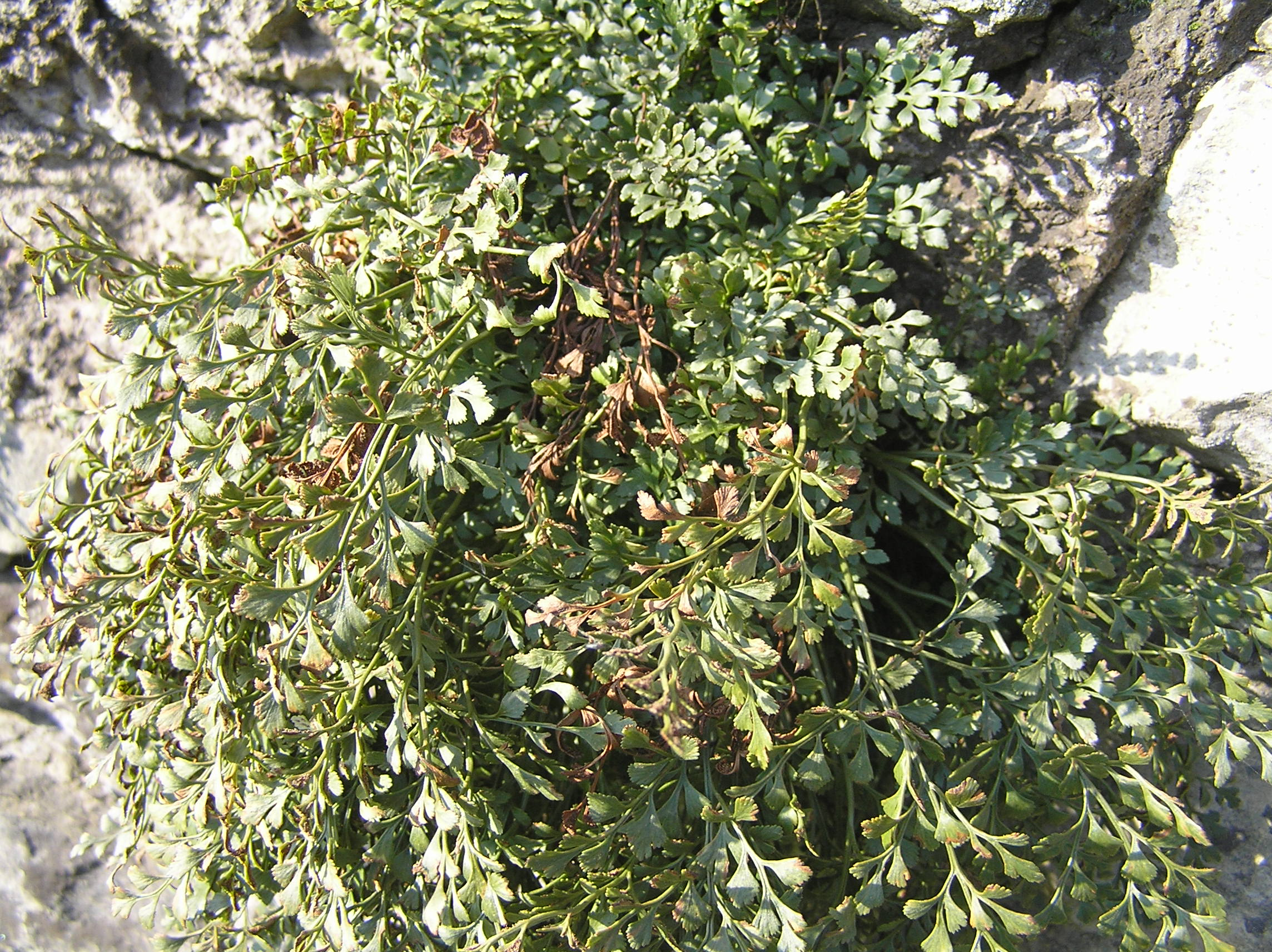